# Rupert Bradfield
Rupert Dudley Bradfield (Queenstown, 7 december 1876 – Johannesburg, 2 september 1949) was een boer en natuuronderzoeker uit zuidelijk Afrika.
Bradfield stuurde verschillende exemplaren van vogels en planten (voornamelijk spermatofyten) van het Waterbergplateau (Namibië) en de Namib-woestijn naar musea in het Verenigd Koninkrijk en Zuid-Afrika. Veel soorten vogels, reptielen en plantennamen zijn naar hem vernoemd. Een aantal van zijn plantencollecties waren afkomstig van zijn boerderij in de buurt van Okahandja en later, bij zijn terugkeer naar Zuid-Afrika, van Benoni. Hij benoemde het vogelgenus Namibornis Bradfield, 1935, en wordt herdacht in verschillende vogelnamen, waaronder damaragierzwaluw, Apus bradfieldi (Roberts, 1926), Bradfields tok, Lophoceros bradfieldi (Roberts, 1930) en een ondersoort van Sabotaleeuwerik, Calendulauda sabota bradfieldi.
Zijn waarneming van een mannelijke rode franjepoot in winterkleed van zijn boerderij in Okahandja in april 1924, verzonden naar het Transvaal Museum, werd door directeur Austin Roberts geregistreerd als "de eerste waarneming van een franjepoot uit Afrika".